# Katharinenkreuz
Das Katharinenkreuz ist in der Heraldik eine Wappenfigur, die aus einem Rad mit einem durchgesteckten Kruckenkreuz besteht. Es bezieht sich ikonographisch auf die heilige Katharina von Alexandrien. Das Rad, auch Katharinenrad genannt, war mit spitzen Eisenzacken besetzt und ist eines der Attribute ihres Martyriums.